# Championnats de Tunisie d'athlétisme 1969
Navigation
1968 1970
Les championnats de Tunisie d'athlétisme 1969 sont une compétition tunisienne d'athlétisme se disputant en 1969.
Cette édition est marquée par le renouveau de l'athlétisme féminin où se distingue notamment Lilia Attia dans les courses de vitesse. En l'absence des ténors des courses de fond, retenus par des compétitions internationales, le niveau des compétitions est moyen. Deux basketteurs se distinguent par des titres en athlétisme : Taoufik Chaouach et Ali Karabi.
Au niveau des clubs, le Club africain (onze titres) devance la Zitouna Sports (sept titres). Quant au Centre d'éducation physique militaire qui adopte son nom actuel d'Association sportive militaire de Tunis, il n'obtient, en l'absence de ses meilleurs athlètes, que le titre d'Ayachi Labidi.

## Palmarès
| Discipline            | Hommes                         | Hommes        | Femmes              | Femmes       |
| --------------------- | ------------------------------ | ------------- | ------------------- | ------------ |
| 100 m                 | Mohamed Belkhodja              | 11 s 2        | Lilia Attia         | 12 s 8       |
| 200 m                 | Mokhtar Herzi                  | 22 s 6        | Lilia Attia         | 27 s 1       |
| 400 m                 | Mokhtar Herzi                  | 50 s 6        | Mbarka Cherni       | 1 min 7 s 8  |
| 800 m                 | Lazhar Lassoued                | 1 min 57 s 7  | Mbarka Cherni       | 2 min 34 s 5 |
| 1 500 m               | Amor Lassoued                  | 4 min 1 s 6   |                     |              |
| 5 000 m               | Belgacem Harrathi              | 15 min 46 s 6 |                     |              |
| 10 000 m              | Non disputé                    |               | -                   | -            |
| 100 m haies           |                                |               | Lilia Attia         | 16 s 9       |
| 110 m haies           | Taoufik Chaâbouni              | 17 s 2        |                     |              |
| 400 m haies           | Abdellatif Trabelsi            | 55 s 5        |                     |              |
| 3 000 m steeple       | Ayachi Labidi                  | 9 min 1 s     |                     |              |
| Relais 4 × 100 mètres |                                |               |                     |              |
| Relais 4 × 400 mètres |                                |               |                     |              |
| Saut en longueur      | Mohamed Belkhodja              | 6,64 m        | Titre non attribué  |              |
| Triple saut           | Ali Karabi                     | 14,03 m       |                     |              |
| Saut en hauteur       | Taoufik Chaouach               | 1,80 m        | Marie Depetris      | 1,45 m       |
| Saut à la perche      | Jean-Prosper Tsondzabéka (CGO) | 4,25 m        |                     |              |
| Lancer du poids       | Belhassen Essedik              | 11,34 m       | Beya Bouabdallah    | 10,35 m      |
| Lancer du disque      | Belhassen Essedik              | 34,52 m       | Alexandra Nezbedova | 31,02 m      |
| Lancer du marteau     | Larbi Saïdi                    | 37,48 m       | -                   | -            |
| Lancer du javelot     | Youssef Gouider                | 51,54 m       |                     |              |
| 20 km marche          |                                |               |                     |              |
| Décathlon             |                                |               |                     |              |
| Heptathlon            |                                |               |                     |              |
| Marathon              |                                |               |                     |              |